# 苏芒萨克 (洛特-加龙省)
苏芒萨克（法語：Soumensac）是法国洛特-加龙省的一个市镇，属于马尔芒德区（Marmande）迪拉县（Duras）。该市镇总面积11.42平方公里，2009年时的人口为243人。

## 人口
苏芒萨克人口变化图示